# Abba Voyage

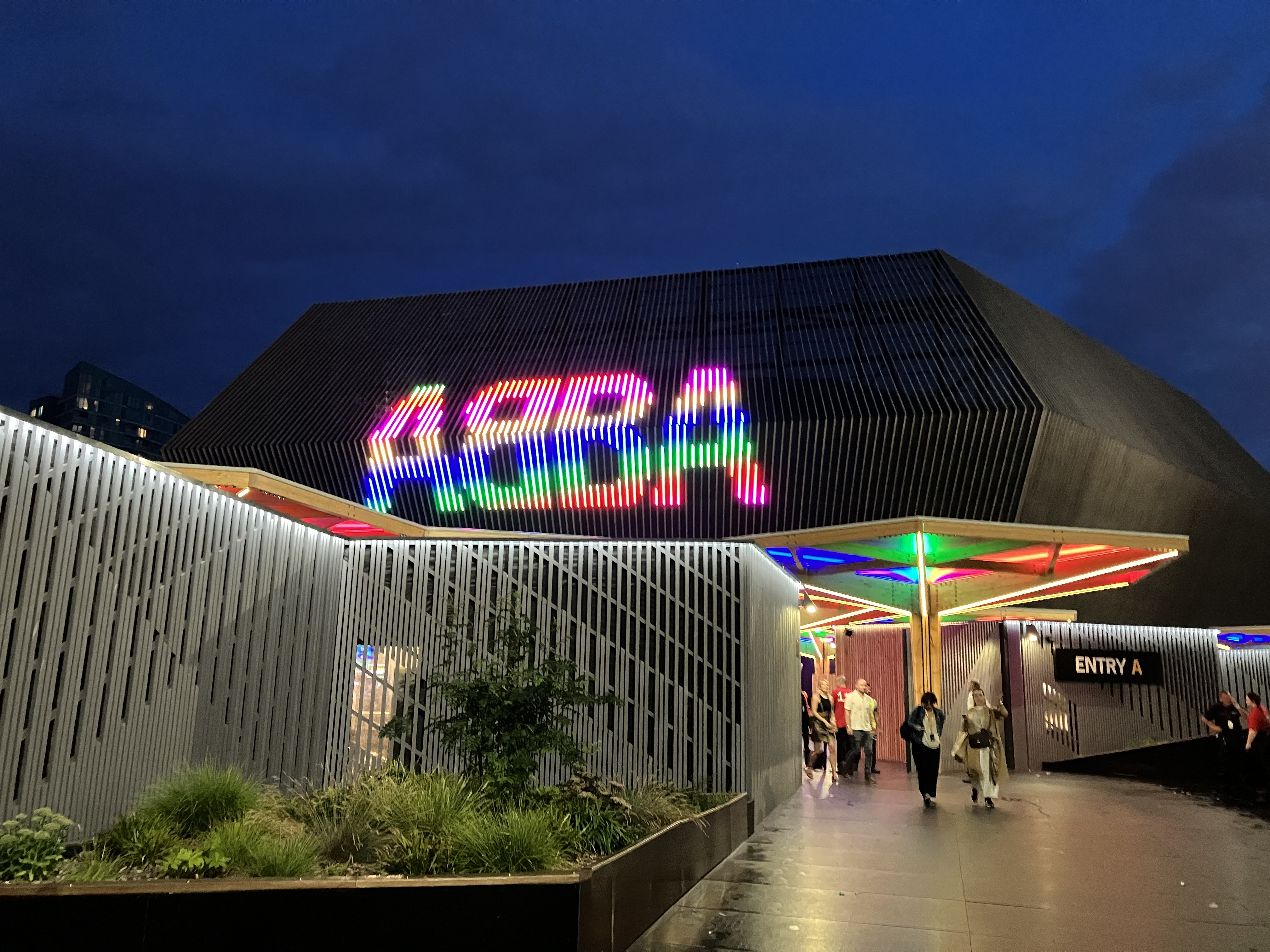
Abba Arena 2023.

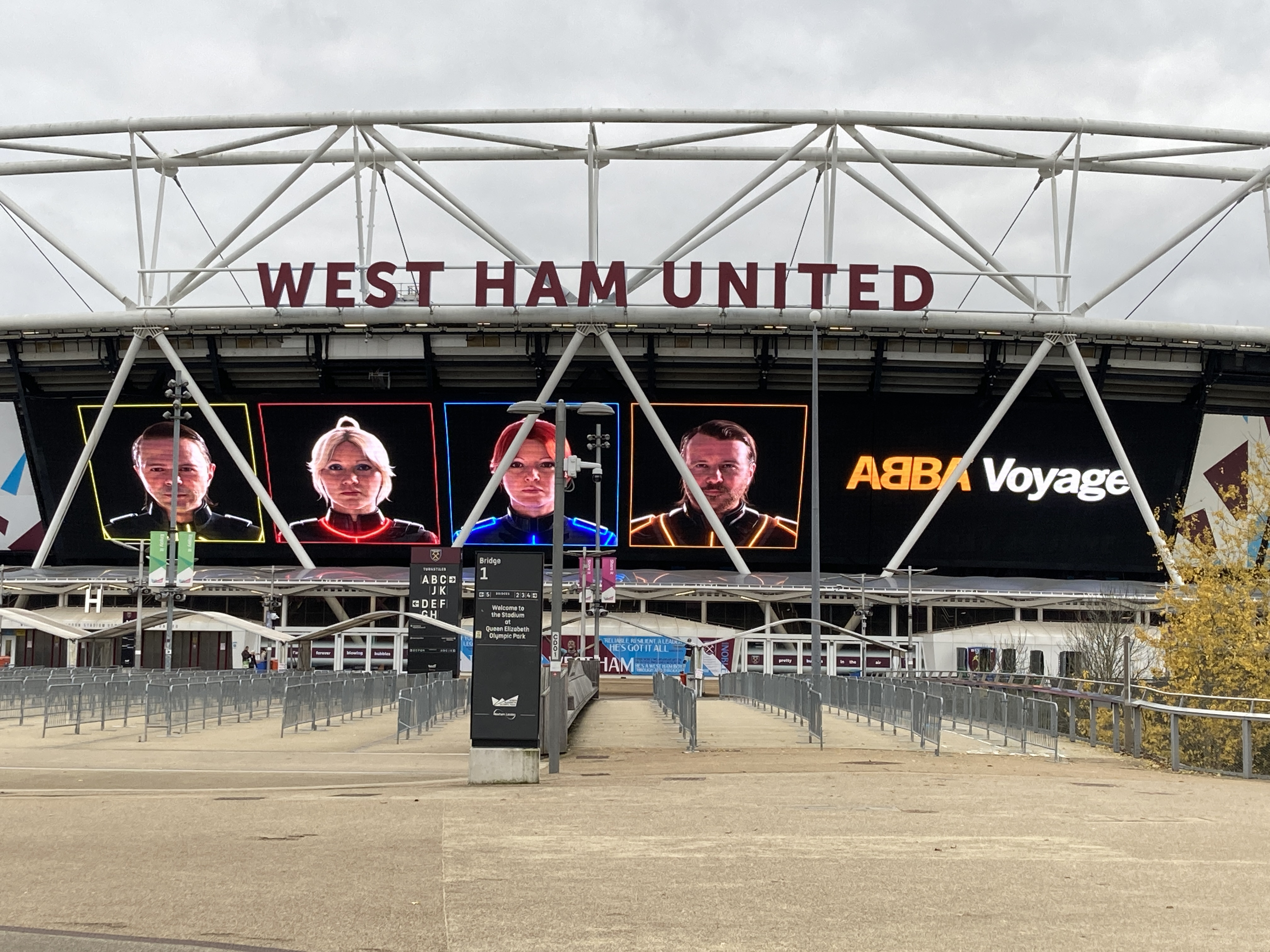
Reklam för Abba Voyage på West Ham United Olympic Stadium i London 2022.

Abba Voyage, i marknadsföring skrivet AᗺBA Voyage, är ett virtuellt konsertevent med den svenska popgruppen Abba. Konserterna har virtuella avatarer (kallade "Abbatarer"), som presenterar gruppmedlemmarna som de såg ut 1977. Konserterna hålls i en specialbyggd arena i Queen Elizabeth Olympic Park i London, Storbritannien, officiellt benämnd Abba Arena.
De digitala versionerna av Abba har skapats med motion capture-teknik tillsammans med de fyra gruppmedlemmarna och företaget Industrial Light & Magic. Enligt flera medierapporter är projektet en av de dyraste livemusikupplevelserna i historien, med en budget på 175 miljoner dollar.

## Bakgrund
Abba var en av världens mest framgångsrika popgrupper under 1970-talet. Efter utgivningen av samlingsalbumet The Singles: The First Ten Years hösten 1982 gjorde Abba ett uppehåll för att gruppmedlemmarna ville arbeta med andra projekt. Efter några år var inte längre en återförening aktuell. Under 1990-talet och framåt uppstod förnyat intresse för gruppens musik i och med samlingsalbumet Abba Gold – Greatest Hits samt musikalen Mamma Mia! och den efterföljande långfilmen med samma namn. En återförening förblev dock inte aktuellt för gruppmedlemmarna. År 2000 avböjde de enligt uppgift ett erbjudande på 1 miljard dollar för att uppträda under en konsertturné. 
Efter att planerna för en hologramturné utkristalliserats meddelade de fyra gruppmedlemmarna i april 2018 att de till detta projekt spelat in två nya låtar, "I Still Have Faith in You" och "Don't Shut Me Down". Att det skulle bli ett helt studioalbum tillkännagavs vid en livesändning på Youtube den 2 september 2021. Den planerade hologramturnén meddelades även få en fast plats i en specialbyggd arena i London med premiär i maj 2022.

## Teknik
Under loppet av fem veckor filmades gruppmedlemmarna iförda motion capture-dräkter när de framförde ett set med 22 låtar. Cirka 160 kameror användes, med grafik som senare lades till av Industrial Light & Magic. Koreografin är baserad på gruppmedlemmarnas verkliga rörelser. Rösterna från gruppens ursprungliga studioinspelningar har filtrerats och används i showen, ackompanjerat av ett liveband på scenen.

## Mottagande
Premiären skedde 26 maj 2022 och bland de inbjudna gästerna fanns exempelvis kung Carl XVI Gustaf, drottning Silvia, Kylie Minogue, Carola Häggkvist, Kate Moss, Keira Knightley, Zara Larsson, Elaine Paige och Nanne och Peter Grönvall. Abba närvarade själva och i slutet av konserten äntrade de scenen för ett applådtack. Recensionerna var överlag positiva över världen, men något svala i Sverige. 

## Setlist
Akt 1
- "Skallgång" (introduktion)
- "The Visitors"
- "Hole in Your Soul"
- "SOS"
- "Knowing Me, Knowing You"

Akt 2
- "Chiquitita"
- "Fernando"
- "Mamma Mia"
- "Does Your Mother Know"
- "Eagle" (video)

Akt 3
- "Lay All Your Love on Me"
- "Summer Night City"
- "Gimme! Gimme! Gimme! (A Man After Midnight)"
- "Voulez-Vous" (video)

Akt 4
- "When All is Said and Done"
- "Don't Shut Me Down"
- "I Still Have Faith in You"
- "Waterloo" (video)

Akt 5
- "Thank You for the Music"
- "Dancing Queen"

Extranummer
- "The Winner Takes It All"
- "I Wonder (Departure)" (instrumentalt outro)